# Otmar Wawrzkowicz
Otmar Wawrzkowicz ps. „Oleś”, „Olechowski” (ur. 1910, zm. 1951 w Montrealu) – ekonomista, narodowiec (ONR), żołnierz NSZ.

## Życiorys
Pochodził z rodziny o niemieckich korzeniach. Studiował ekonomię w Wyższej Szkole Handlowej w Warszawie. Był członkiem Organizacji Polskiej na poziomie „A” (najwyższym). Działał w tzw. Terenie Robotniczym. W 1939 był przewodniczącym Komitetu Wykonawczego OP.
Już w październiku 1939 był w gronie osób planujących powołanie do życia oddziałów zbrojnych Organizacji Polskiej. W czasie wojny kierował działem propagandy Grupy „Szańca”. Był obecny przy tworzeniu zrębów Związku Jaszczurczego we Lwowie latem 1941. Do początku 1944 był kierownikiem politycznym okręgu lwowskiego ZJ i NSZ. Stał na czele II Oddziału ZJ-NSZ okręgów kieleckiego i częstochowskiego. Po śmierci Witolda Gostomskiego stał na czele wywiadu Sztabu NSZ. Wchodził w skład Prezydium Tymczasowej Narodowej Rady Politycznej. Odtwarzał po powstaniu warszawskim Komitet Wykonawczy OP, którego spotkania odbywały się w Częstochowie i Krakowie.
Związany z Organizacją Toma. Przypisuje się mu udział w zamordowaniu Władysława Pacholczyka. Brał udział w zabójstwie komendanta głównego NSZ Stanisława Nakoniecznikoff-Klukowskiego.
Kraj opuścił w tym samym czasie, co Brygada Świętokrzyska (niezależnie). Do brygady dotarł w lipcu 1945. Usunięty z Organizacji Polskiej, wyjechał do Kanady, gdzie ciężko zachorował. Tam popełnił samobójstwo. Po wojnie używał nazwiska Marian Kaczkowski.